# 1939 Loretta
1939 Loretta (1974 UC) là một tiểu hành tinh vành đai chính được phát hiện ngày 17 tháng 10 năm 1974 bởi C. Kowal ở Palomar.